# Adnyamathanha jezik
Adnyamathanha jezik (stariji naziv adynyamathanha. Ostali nazivi: wailpi, wailbi, waljbi, wipie, ad'n'amadana, anjimatana, anjiwatana, archualda, benbakanjamata, binbarnja, gadjnjamada, jandali, kanjimata, keydnjmarda, mardala, nimalda, nuralda, unyamootha, umbertana; SIL 639-3: adt), jedan od pet yura jezika, šire skupine jugozapadnih pama-nyunga jezika iz Južne Australije.
U novije vrijeme njime se služi tek 20 osoba (1990 Schmidt) u planinskom području gorja Flinders. Pripadnici etničke grupe sve više se služe engleskim.

## Vanjske poveznice
- Ethnologue (14th)
- Ethnologue (15th)